# Анна Гейслерова
Анна Гейслерова (чеськ. Anna Geislerová; 17 квітня 1976, Прага, Чехословаччина) — чеська акторка.

## Біографія
Анна Гейслерова народилася в Празі у родині художниці та японознавця. З 14 років Анна розпочала свою модельну кар'єру, але згодом вирішила стати акторкою. Після закінчення середньої школи Гейслерова вступила до Празької консерваторії, але через два роки залишила навчання.  
У 1991 році Анна Гейслерова стала відомою в Чехії після втілення образу Маріки у фільмі "Реквієм для ляльки". Після успішних ролей у наступних фільмах (зокрема драматична стрічка "Желари", у якій Гейслерова одночасно грала дві ролі) акторка отримала світове визнання. Анна Гейслерова також знімається у телесеріалах, переважно чеського виробництва. 

## Вибіркова фільмографія
- Виховання дівчат в Чехії (1997)
- Букет (2000)
- Заткнися і пристріли мене (2005)
- Божевілля (2005)
- Горе пані Шнейдер (2008)
- Антропоїд (2016)